# Longueuil—Saint-Hubert
Circonscription électorale fédérale du Canada
Longueuil—Saint-Hubert est une circonscription électorale fédérale au Québec (Canada). Elle comprend:
- Une partie de l'arrondissement Saint-Hubert
- Une partie de l'arrondissement du Vieux-Longueuil

Les circonscriptions limitrophes sont Pierre-Boucher—Les Patriotes—Verchères, Montarville,  Longueuil—Charles-LeMoyne, Hochelaga et La Pointe-de-l'Île.

## Historique
Lors du redécoupage électoral de 2013, Longueuil—Saint-Hubert a été constitué à partir de parties des anciennes circonscriptions de Longueuil—Pierre-Boucher et de Saint-Bruno—Saint-Hubert.

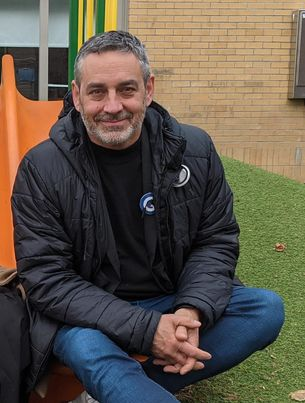
Pierre Nantel

## Députés
| Législature                                                                          | Années        | Député          | Parti | Parti          |
| ------------------------------------------------------------------------------------ | ------------- | --------------- | ----- | -------------- |
| Longueuil–Saint-Hubert issue de Longueuil—Pierre-Boucher et Saint-Bruno—Saint-Hubert |               |                 |       |                |
| 42e                                                                                  | 2015–2019     | Pierre Nantel   |       | Néo-démocrate  |
| 42e                                                                                  | 2019          | Pierre Nantel   |       | Indépendant    |
| 42e                                                                                  | 2019          | Pierre Nantel   |       | Vert           |
| 43e                                                                                  | 2019–2021     | Denis Trudel    |       | Bloc québécois |
| 44e                                                                                  | 2021–2025     | Denis Trudel    |       | Bloc québécois |
| 45e                                                                                  | 2025–en cours | Natilien Joseph |       | Libéral        |